# Барон Монкрифф

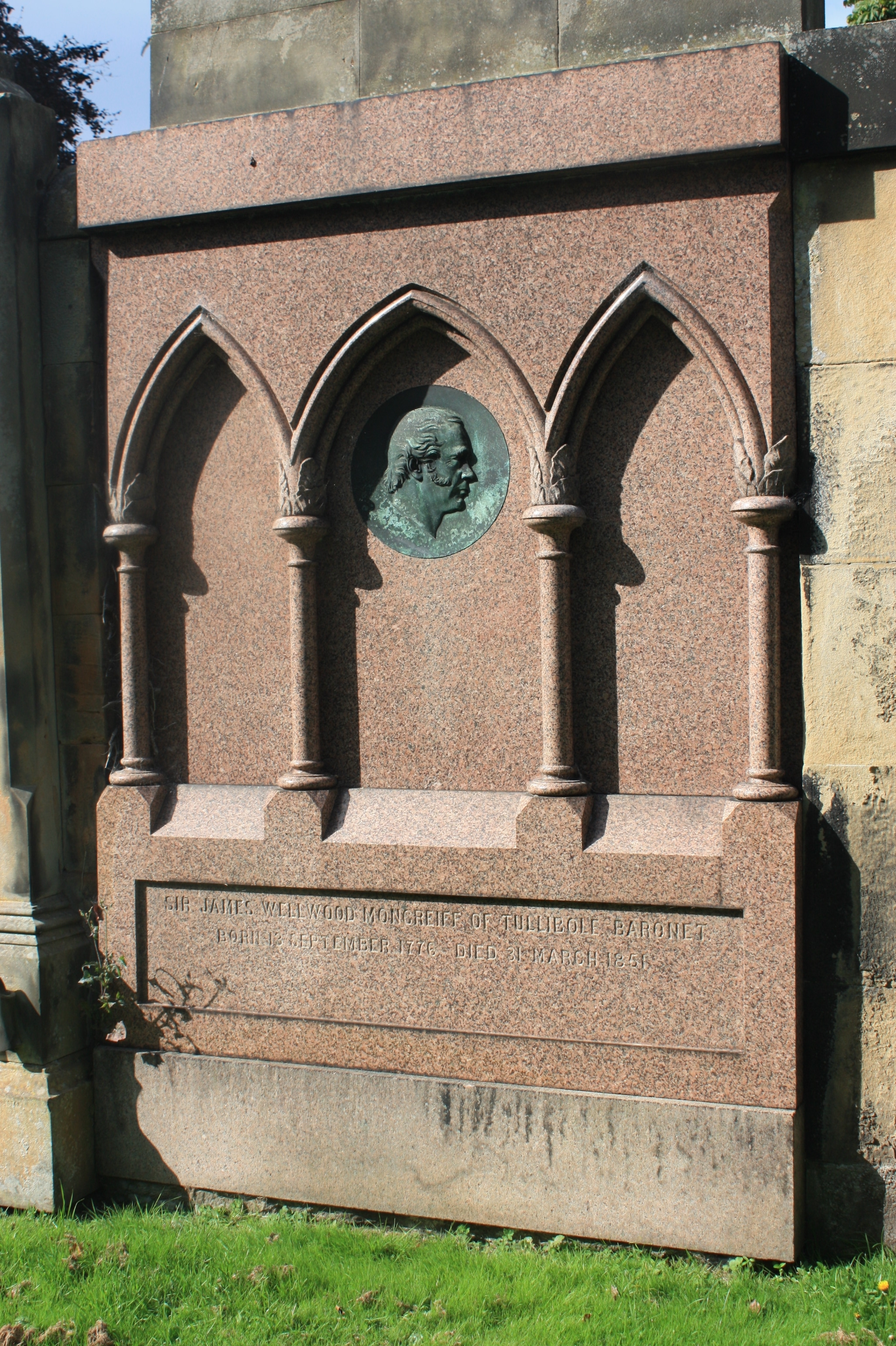
Могила Джеймса Веллвуда Монкриффа, 9-го баронета, кладбище Дин в Эдинбурге

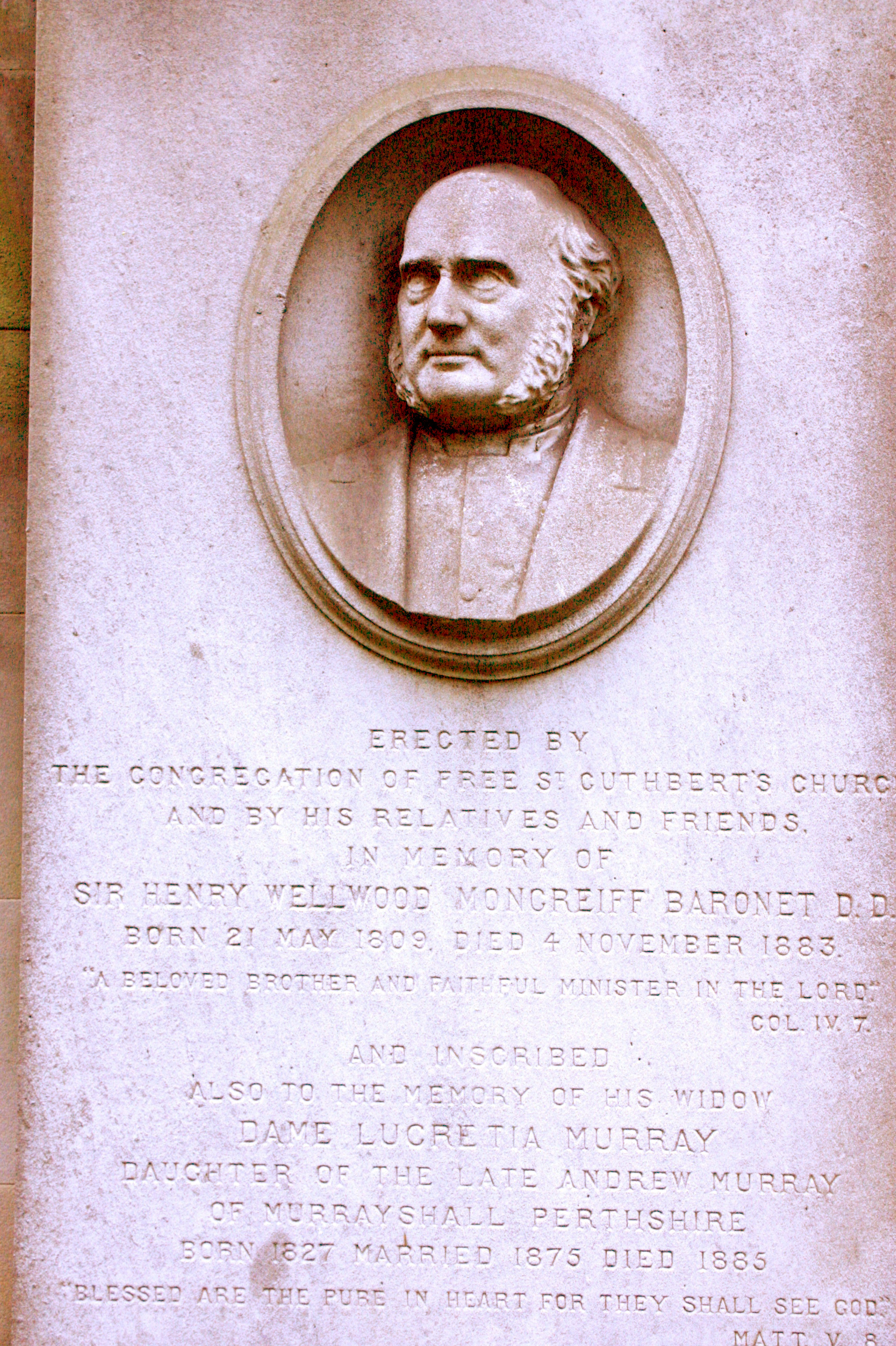
Могила Генри Веллвуда-Монкриффа, 10-го баронета, кладбище Дин в Эдинбурге

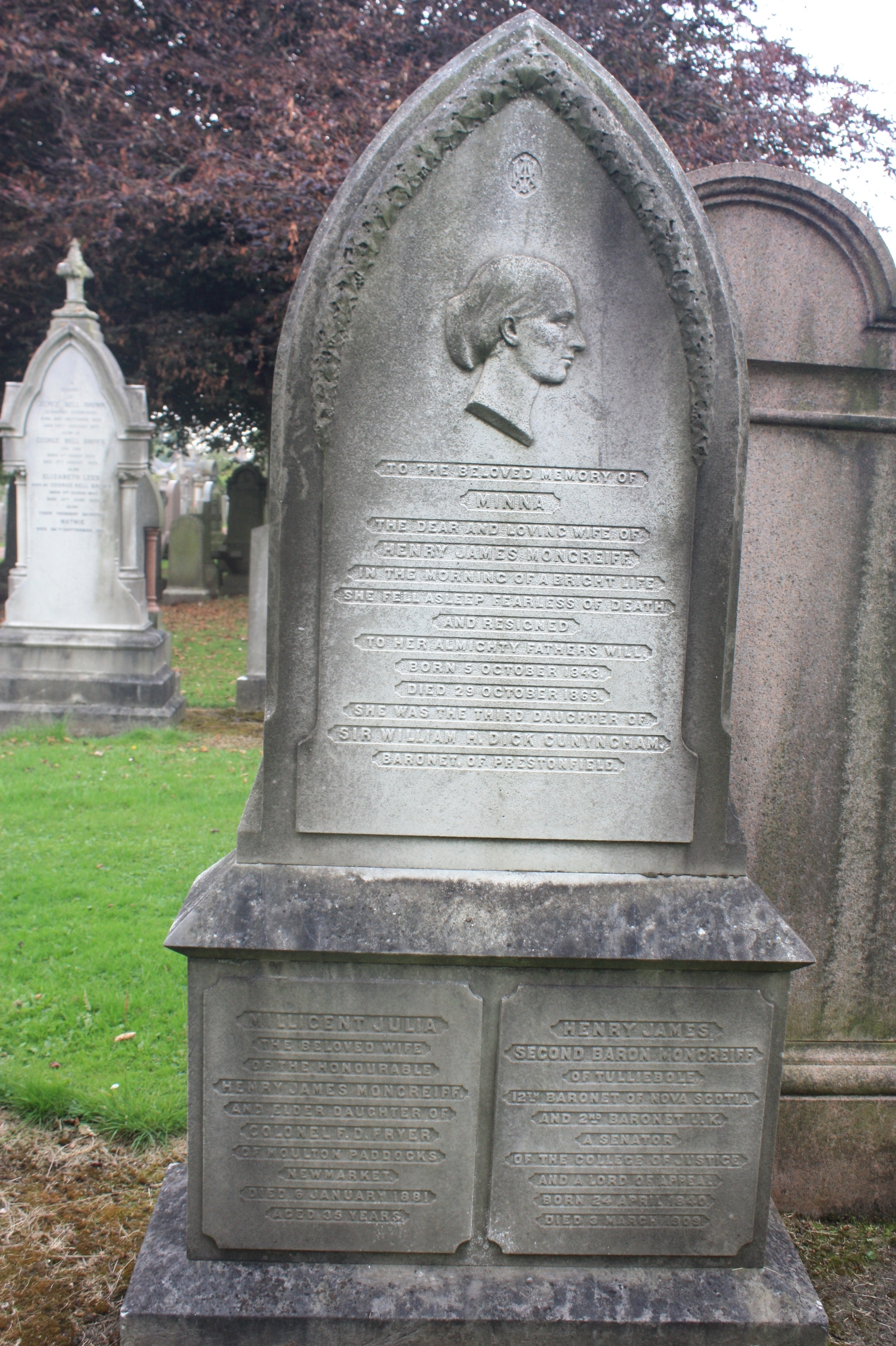
Могила Генри Монкриффа, 2-го барона Монкриффа, на кладбище Гранж в Эдинбурге

Барон Монкрифф из Таллибола в графстве Кинросс — наследственный титул в системе Пэрства Соединенного Королевства. Он был создан 9 января 1874 года для адвоката и либерального политика, сэра Джеймса Монкриффа, 1-го баронета (1811—1895). 23 мая 1871 года для него уже был создан титул баронета из Таллибола в графстве Кинроссшир (Баронетство Соединенного Королевства). Джеймс Монкрифф заседал в Палате общин от Лейта (1851—1859), Эдинбурга (1859—1868) и Глазго и Абердинского университета (1868—1869), занимал должности генерального солиситора Шотландии (1850—1851), лорда-адвоката (1851—1852, 1852—1858, 1859—1866, 1868—1869) и лорда судьи-клерка (1869—1888).
В 1883 году лорд Монкрифф также стал преемником своего старшего брата в качестве 11-го баронета из Монкриффа в графстве Пертшир. После его смерти титулы перешли к его старшему сыну, Генри Джеймсу Монкриффу, 2-му барону Монкриффу (1840—1909). Он был судьей Сессионного суда (1888—1905) в качестве лорда Веллвуда и служил в качестве лорда-лейтенанта Кинросс-Шира (1901—1909). Его преемником стал его младший брат, Роберт Чичестер Монкрифф, 3-й барон Монкрифф (1843—1913). Он был священником. 
По состоянию на 2024 год носителем титула являлся правнук последнего, Родерик Гарри Веллвуд Монкрифф, 6-й барон Монкрифф (род. 1954), который стал преемником своего отца в 2002 году.
Титул баронета Монкриффа из Монкриффа в графстве Пертшир (Баронетство Новой Шотландии) был создан 22 апреля 1626 года для Джона Монкриффа (ум. 1651). После смерти его младшего сына Джеймса Монкриффа, 4-го баронета (ум. 1698), не осталось больше мужских потомков первого баронета. Титул перешел к его кузену, Джеймсу Джону Монкриффу (1628—1714), который был сыном Хью Монкриффа, младшего брата первого баронета. После смерти его сына Хью Монкриффа, 6-го баронета (ум. 1744), эта линия семьи прервалась. Титул унаследовал его родственник, преподобный Уильям Монкрифф, 7-й баронет (ум. 1767), потомок Арчибальда Монкриффа, дяди первого баронета. Его сын, сэр Генри Монкрифф, 8-й баронет (1750—1828), принял дополнительную фамилию «Веллвуд». Его преемником стал его сын, сэр Джеймс Веллвуд-Монкрифф, 9-й баронет (1776—1851). Он был судьей Сессионного суда. Его младший сын, вышеупомянутый Джеймс Монкрифф, 11-й баронет (1811—1895), который был возведен в звание пэра в 1874 году.
Семейная резиденция баронов Монкрифф — замок Таллибол в графстве Кинросс-Шир.

## Баронеты из Монкриффа (1626)
- 1626—1651: Сэр Джон Монкрифф, 1-й баронет (ум. 1651), сын Уильяма Монкриффа (ум. 1624)[1];
- 1651—1674: Сэр Джон Монкрифф, 2-й баронет (1635—1674), старший сын предыдущего[2];
- 1674—1690: Сэр Дэвид Монкрифф, 3-й баронет (ум. 26 июля 1692), младший брат предыдущего[3];
- 1692—1698: Полковник Сэр Джеймс Монкрифф, 4-й баронет (ум. 1698), младший брат предыдущего[4];
- 1698—1714: Сэр Джон Монкрифф, 5-й баронет (ок. 1628 — 27 апреля 1714), сын Хью Монкриффа, сына Уильяма Монкриффа (ум. 1624) и младшего брата 1-го баронета[5];
- 1714—1744: Сэр Хью Монкрифф, 6-й баронет (ум. 1744), сын предыдущего[6];
- 1744—1767: Преподобный Сэр Уильям Монкрифф, 7-й баронет (ум. 9 сентября 1767), сын преподобного Арчибальда Монкриффа (ум. 1739), внук преподобного Уильяма Монкриффа (ок. 1643—1711), правнук преподобного Джорджа Монкриффа, сына преподобного Арчибальда Монкриффа (ум. 1633), дяди первого баронета[7];
- 1767—1828: Преподобный Сэр Генри Веллвуд-Монкрифф, 8-я баронет (7 февраля 1750 — 9 августа 1828), сын предыдущего[8];
- 1828—1851: Сэр Джеймс Веллвуд-Монкрифф, 9-й баронет (13 сентября 1776 — 4 апреля 1851), старший сын предыдущего[9];
- 1851—1883: Сэр Генри Веллвуд-Монкрифф, 10 баронет (12 мая 1809 — 3 ноября 1883), старший сын предыдущего[10];
- 1883—1895: Сэр Джеймс Монкрифф, 11-й баронет (29 ноября 1811 — 27 апреля 1895), младший брат предыдущего, барон Монкрифф с 1874 года[11].

## Бароны Монкрифф (1874)
- 1874—1895: Джеймс Монкрифф, 1-й барон Монкрифф (29 ноября 1811 — 27 апреля 1895), второй сын сэра Джеймса Веллвуда-Монкриффа, 9-го баронета (1776—1851)[11];
- 1895—1909: Генри Джеймс Монкрифф, 2-й барон Монкрифф (24 апреля 1840 — 3 марта 1909), старший сын предыдущего[12];
- 1909—1913: Роберт Чичестер Монкрифф, 3-й барон Монкрифф (24 августа 1843 — 14 мая 1913), младший брат предыдущего[13];
- 1913—1942: Джеймс Артур Фицгерберт Монкрифф, 4-й барон Монкрифф (19 июля 1872 — 8 декабря 1942), единственный сын предыдущего[14];
- 1942—2002: Гарри Роберт Веллвуд Монкрифф, 5-й барон Монкрифф (4 февраля 1915 — 22 апреля 2002), старший сын предыдущего[15];
- 2002 — настоящее время: Родерик Гарри Веллвуд Монкрифф, 6-й барон Монкрифф (род. 22 марта 1954), единственный сын предыдущего[16];
  - Наследник титула: достопочтенный Гарри Джеймс Веллвуд Монкрифф (род. 12 августа 1986), старший сын предыдущего[17].